# Evgheni Roșal
Evgheni Roșal (în rusă Евгений Лазаревич Рошал, transliterat: Evgheni Lazarevici Roșal; n. 10 martie 1972, Celeabinsk, RSFS Rusă, URSS) este un inginer software evreu rus, cunoscut mai ales pentru dezvoltarea formatului de fișier RAR, a arhivatorului WinRAR și a managerului de fișiere FAR. Contribuțiile sale au avut un impact semnificativ asupra domeniului compresiei datelor și al gestionării fișierelor.

## Carieră

### Dezvoltarea RAR și WinRAR
În 1993, Roșal a dezvoltat formatul de fișier RAR (Roșal Archive), conceput pentru a oferi rate de compresie mai mari în comparație cu formatele existente precum ZIP⁠(d). 
În 1995 a lansat WinRAR, un utilitar grafic de arhivare a fișierelor pentru Windows care utilizează formatul RAR. WinRAR a câștigat rapid popularitate datorită eficienței sale, interfeței ușor de utilizat și setului robust de funcții, inclusiv suport pentru mai multe limbi, criptare și capacități de reparare a arhivelor.

### Managerul de fișiere FAR

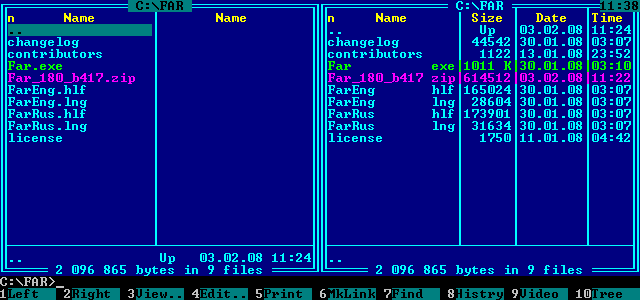
Managerul de fișiere FAR

În 1996, Roșal a creat managerul de fișiere FAR (File and Archive Manager), un instrument de gestionare a fișierelor text pentru Windows. FAR este apreciat de dezvoltatorii și utilizatorii avansați pentru flexibilitatea sa, suportul pentru plugin-uri și gestionarea eficientă a fișierelor și directoarelor⁠(d).

### Drepturi de proprietate și de autor
Cu toate că a creat algoritmul de compresie RAR, drepturile de autor sunt deținute de fratele său mai mare, Alexander Roșal. Acest aranjament îi permite lui Evgheni să se concentreze pe dezvoltarea de software fără a pierde timpul cu probleme legate de drepturile de autor și licențiere.

### Contribuții
- Formatul de fișier RAR (1993): Un format de fișier de arhivă proprietar care acceptă compresia datelor, recuperarea erorilor și extinderea fișierelor.
- Arhivatorul de fișiere WinRAR (1995): Un arhivator de fișiere utilizat pe scară largă, care oferă o interfață grafică pentru gestionarea arhivelor RAR și ZIP, printre altele. Este cunoscut pentru ratele sale ridicate de compresie și setul extins de funcții.
- Manager de fișiere FAR⁠(d) (1996): Un instrument versatil de gestionare a fișierelor care oferă o interfață bazată pe text cu suport pentru plugin-uri, ceea ce îl face extrem de personalizabil și eficient pentru utilizatorii avansați.